# Bodešče
Bodešče este o localitate din comuna Bled, Slovenia, cu o populație de 146 de locuitori.